# Tema (morfologia)
In morfologia il tema è quella parte della parola che rimane dopo essere stata separata dalla desinenza.

## Contestualizzazione e individuazione del tema
I concetti di tema e desinenza di una parola sono strettamente collegati tra loro: una volta individuato l'uno è automaticamente individuato anche l'altro e viceversa.
Nelle lingue isolanti, come è quasi del tutto l'inglese, individuare il tema è normalmente un'operazione semplice, in quanto il più delle volte si tratta del lemma: ad esempio il verbo to form presenta pochissime forme nella sua flessione, tutte ottenibili dal lemma tramite l'apposizione di un numero limitato di desinenze: form, forms, formed, forming.
Anche in una lingua agglutinante come per esempio il finlandese il tema coincide con il lemma, in quanto tutte le numerose forme di un lessema si ottengono tramite apposizioni successive di affissi: ad esempio dal lemma del sostantivo kirja si formano kirjani, kirjassa, kirjassani, e così via.
L'individuazione del punto di separazione tra tema e desinenza nelle lingue flessive dipende dal contesto nel quale ci si trova.
Dal punto di vista di una grammatica normativa tradizionale ci si limita a identificare il tema principale di un lemma, sul quale andranno apposte le desinenze della coniugazione o declinazione a cui appartiene.
Nelle lingue come il latino o il tedesco, nelle quali la flessione comporta anche la modifica del tema in buona parte del lessico, insieme al lemma viene fornito anche il paradigma, cioè una breve selezione delle forme di un lessema dalla quale possono essere ricavate le possibili variazioni del tema (a volte non tutte).
Per fare un esempio in tedesco: il paradigma del verbo nehmen è nehmen, nahm, genommen, da cui si ricavano i temi nehm-, nahm- e genomm-; nella flessione si presenta però anche il tema nimm-.
Dal punto di vista di una grammatica descrittiva si definiscono a volte contesti più ristretti che portano ad individuare un maggior numero di temi e a studiare le relazioni che intercorrono tra di essi; spesso all'interno del tema è individuato un morfema chiamato vocale tematica (ad esempio la -a- nell'italiano am-a-re) che può o non può essere presente nella flessione (ad esempio in am-o non c'è ma in am-a-te c'è).
Per praticità di esposizione, spesso la vocale tematica è considerata parte del tema.
Ecco l'esempio di un'affermazione che si può trovare in morfologia descrittiva a proposito dei temi, relativamente ai verbi della lingua italiana:
| Il tema dell'imperfetto indicativo si ottiene aggiungendo l'infisso -va- al tema del presente indicativo, che coincide con il tema dell'infinito. |

In uno stesso enunciato sono definiti ben tre contesti diversi che definiscono di conseguenza tre temi diversi, ma l'affermazione è comunque valida per tutte e tre le coniugazioni regolari:
1. verbo amare: tema dell'imperfetto indicativo amava-, tema del presente indicativo ama-, tema dell'infinito ama-;
2. verbo temere: tema dell'imperfetto indicativo temeva-, tema del presente indicativo teme-, tema dell'infinito teme-;
3. verbo dormire: tema dell'imperfetto indicativo dormiva-, tema del presente indicativo dormi-, tema dell'infinito dormi-.

Si noti come in questo caso, affinché l'enunciato sia valido, la vocale tematica deve essere considerata parte del tema.
Per quanto riguarda i fenomeni legati alla vocale tematica nel processo di flessione si rimanda agli approfondimenti.

## Relazioni tra tema e radice del tema
Nei contesti in cui la vocale tematica entra a far parte del tema è necessario introdurre il concetto di radice del tema, che nella accezione più generale del termine è ciò che resta del tema dopo che ne è stata tolta la vocale tematica.
Quando il tema coincide con la radice del tema (vale a dire quando non esiste la vocale tematica) si definisce anche "tema radicale".
Un paio di esempi di tema radicale sono l'inglese form- e il tedesco nehm- già citati nel precedente paragrafo.
Gli esempi di tema radicale in italiano non sono comuni, in quanto generalmente per la declinazione di nomi, aggettivi, ecc. si considera come tema la forma maschile singolare ovvero (in assenza) la forma femminile singolare, in cui è praticamente sempre presente la vocale finale (-o, -e o -a) che funge sia da desinenza sia da vocale tematica.
Per quanto riguarda la coniugazione possono essere considerati temi radicali (ma solo da un punto di vista di linguistica storica) i temi dei verbi che terminano in -rre: condurre (tema del presente conduc-), porre (tema del presente pon-), trarre (tema del presente tra-) e così via, che generalmente sono irregolari, cioè nella loro flessione utilizzano più di un tema (da notare incidentalmente il caso particolare della radice tra- in cui la vocale a non è vocale tematica ma fa parte della radice del tema).
Dal punto di vista sincronico, la vocale eufonica -e-, che nella coniugazione di questi verbi si inserisce spesso tra tema e desinenza ovvero tra tema e affisso flessivo, funge a tutti gli effetti da vocale tematica e come tale è da considerare in questo contesto; in questo senso, negli esempi appena fatti i temi del presente sono rispettivamente conduce-, pone- e trae-.
Nella definizione più restrittiva del termine, per radice del tema si intende ciò che resta del tema dopo che ne sono stati tolti sia gli affissi flessivi sia la vocale tematica. In questa accezione, la radice del tema diventa, nei casi regolari, coincidente con la radice del tema del lemma: ad esempio, la radice del tema in senso stretto di dorm-i-va-te è dorm-, e coincide con la radice del tema del lemma dorm-i-re che è per l'appunto dorm-.

## Il tema nella flessione
Abbiamo già visto che nella flessione il tema può perdere la vocale tematica: tem-o, teme-te (e anche teme-v-o, teme-va-te; da notare che nel tema dell'imperfetto indicativo, ottenuto infissando il tema del presente indicativo, la vocale tematica diventa quella dell'infisso).
Generalmente questo è un comportamento regolare ed è una caratteristica della desinenza più che del tema: ad esempio, la desinenza -o della prima persona singolare dei tempi dell'indicativo fa sempre cadere la vocale tematica.
Anche se gli esempi sono presi dalla lingua italiana, si tratta di un comportamento comune anche in altre lingue flessive.
Può però capitare che nella flessione di un lemma il tema possa subire delle trasformazioni anche nella sua radice, ed è in questo caso che la flessione si definisce irregolare.
Questo argomento è sviluppato con maggiore ampiezza negli argomenti di approfondimento.